# Edmund Friedrich Autenrieth

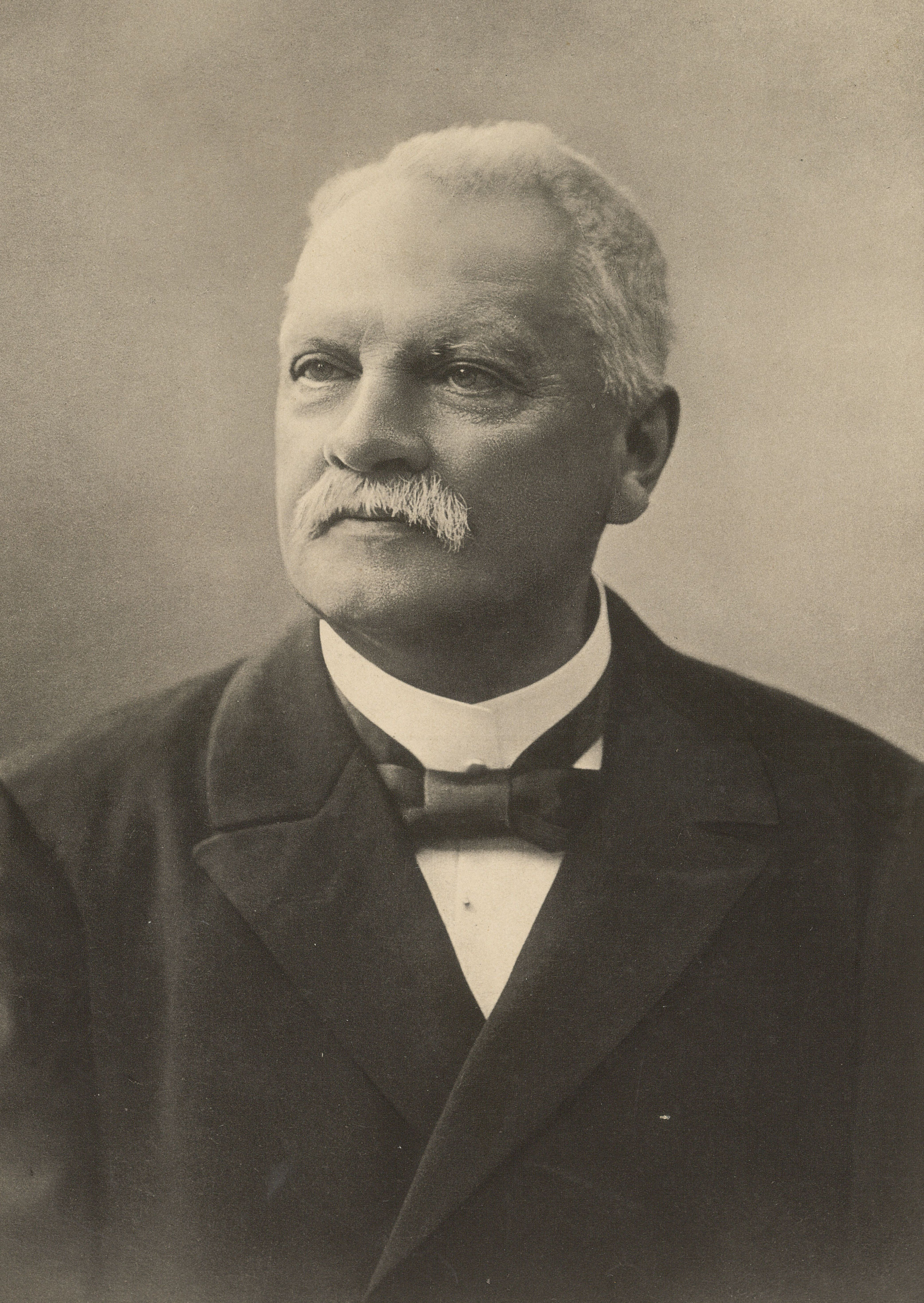
Edmund Friedrich Autenrieth

Edmund Friedrich Autenrieth, ab 1904 von Autenrieth, (* 21. Februar 1842 in Tübingen; † 15. Dezember 1910 in Stuttgart) war ein deutscher Bauingenieur und Hochschullehrer.

## Leben
Autenrieth war ein Sohn des Mediziners Hermann Friedrich Autenrieth. Er studierte ab 1857 am Polytechnikum Stuttgart, an der Eberhard-Karls-Universität Tübingen, der École des Ponts et Chaussées in Paris und an der Sorbonne. Danach war er Ingenieur beim Eisenbahnbau in Württemberg, wurde 1866 Assistent und Privatdozent am Polytechnikum Stuttgart und 1871 ordentlicher Professor für Brückenbau und Baumechanik an der Deutschen Technischen Hochschule Brünn. 1873 wurde er als Nachfolger von Christian Otto Mohr ordentlicher Professor für Technische Mechanik an der Technischen Hochschule Stuttgart. Für den Entwurf des Steinenbergturms in Tübingen wurde er von dem Verschönerungsverein Tübingen zum Ehrenmitglied ernannt. Er war Oberbaurat und Baudirektor. 1907 ging er in den Ruhestand.
1887 entwickelte er eine grafische Methode für die Berechnung der Ankerkräfte in verankerten Flachgründungen. Die Arbeit wurde von Emil Mörsch 1906 für Berechnungsverfahren im Eisenbeton übernommen.
1904 erhielt er das Ehrenkreuz des Ordens der Württembergischen Krone und wurde damit geadelt.
Er sammelte privat Antiquitäten und Stiche, besonders zu Württemberg, und hatte eine wertvolle und bekannte Sammlung, die 1911 und 1913 versteigert wurde.

## Schriften
- Statische Berechnung der Kuppelgewölbe. Springer-Verlag, Berlin 1894.
- Technische Mechanik. Ein Lehrbuch der Statik und Dynamik für Maschinen- und Bauingenieure. Springer, Berlin 1900. (online auf archive.org) / 2. Auflage, 1914 (neu bearbeitet von Max Ensslin) (online auf archive.org) / 3. Auflage, 1922 (bearbeitet von Max Ensslin).